# Anyád! A szúnyogok
Az Anyád! A szúnyogok egy 2000-ben készült filmvígjáték Jancsó Miklós rendező „ezredfordulós hexológiájának” második része. A korábbi részben megismert Kapa (Mucsi Zoltán) és Pepe (Scherer Péter) karakter főszereplésével, újabb színészi-operatőri improvizációkkal, rögtönzött dialógusokkal és humorral az alkotók viszik tovább a hangulatot. A zenei aláfestést pedig többek között a Kispál és a Borz, Lagzi Lajcsi és a Lyuhász Lyácint Bt. ipari zenekara biztosítja.

## Történet
A történetben feltűnik Kapa, Pepe és felesége Emese, mellettük pedig felbukkan számos ismerős arc a korszak közéletéből. A korábbi Nekem lámpást adott kezembe az Úr Pesten című alkotáshoz képest, itt már a címadásban megjelenő káromkodás is szemérmetlenül jelzi, hogy a kalandok szintet lépnek. A bonyodalmak között a halál és a feltámadás motívuma mellett előkerül egy grófnál nevelkedett és elcserélt zabigyerek, mérgezett vadalma, a nagytata rengeteg hamis pénze. De az is kiderül, hogy az örökséget nem is olyan könnyű lenyúlni. A történéseket pedig egészet tágra nyílt szemekkel bámulja a Szabadság-szobor.

## Szereplők
- Mucsi Zoltán – Kapa
- Scherer Péter – Pepe
- Vasvári Emese – Emese
- Székely B. Miklós – nagytata
- Nyíri László Ernő – Blöró
- Balogh Márton
- Csoma Judit
- Galkó Balázs
- Gyuriska János
- Horváth Lajos Ottó
- Kovács Zsolt
- Márton István
- Méhes Csaba
- Varga Klára
- Burai Árpád – Lyuhász Lyácint Bt.
- Lovasi András – Kispál és a Borz
- Galambos Lajos – Lagzi Lajcsi